# Басра (аэропорт)
Международный аэропорт Басры (араб. مطار البصرة الدولي‎) — второй крупнейший международный аэропорт в Ираке. Находится в южном городе Басра.

## История

### Строительство
Аэропорт был построен в 1980-х годах, а затем доработан в 1980-х годах Государственной организацией автомобильных дорог и мостов правительства Ирака для использования в качестве воздушных ворот единственного в Ираке порта. Этот второй этап развития был завершен немецкими фирмами Strabag Bau AG of Cologne, Billfinger & Berger of Manheim и австрийской Universale  весной 1988 года. Утверждают, что аэропорт использовался фактически только в качестве объекта для VIP-персон и только в редких случаях.

### Реконструкция и военное применение
После реконструкции аэропорта немецкая сторона по контракту должна была приступить к строительству нового терминала, но проект досрочно прерван в связи с началом войны в Персидском заливе в 1991 году. Дальнейшее развитие аэропорта происходило только после вторжения в Ирак в 2003 году. Некоторые объекты были отремонтированы в рамках контракта с Агентством США по международному развитию. Проект включал в себя строительство башни управления воздушным движением и установку другого навигационного оборудования, а также строительство транспортных и коммуникационных объектов. 
Аэропорт в конце концов был открыт в июне 2004 года. Первый рейс был совершён из Багдада самолётом Boeing 727 компании Iraqi Airways. 
Аэропорт находится в настоящее время в фазе перехода к гражданскому управлению в процессе восстановления страны в рамках операции Телик (Вооружённые силы Великобритании) Многонациональных сил - Ирак.
В период между 2003 и 2009 годах наблюдалось значительное присутствие ВВС Великобритании, на аэродроме было развернуто Экспедиционне авиакрыло № 903.
После передачи контроля американской стороной с 2002 года подачу топлива и наземные операции в аэропорту обеспечивала компания SkyLink Arabia.

## Воздушный транспорт
| GND  | 121.7 MHz,303.275 MHz           |
| TWR  | 118.7 MHz,241.175 MHz           |
| APP  | 119.4 MHz,123.1 MHz,233.225 MHz |
| ATIS | 125.9 MHz,241.175 MHz           |